# باباراتما
باباراتما (به لاتین: Babaratma) یک منطقه مسکونی در جمهوری آذربایجان است که در شهرستان شکی واقع شده‌است. باباراتما ۳۳۲ نفر جمعیت دارد.